# Carex sylvatica
Carex sylvatica é uma espécie de planta com flor pertencente à família Cyperaceae. 
A autoridade científica da espécie é Huds., tendo sido publicada em Flora Anglica 353. 1762.

## Portugal
Trata-se de uma espécie presente no território português, nomeadamente em Portugal Continental.
Em termos de naturalidade é nativa da região atrás referida.

## Protecção
Não se encontra protegida por legislação portuguesa ou da Comunidade Europeia.